# Castello di Varsi
Il castello di Varsi è un maniero medievale i cui resti sorgono accanto alla chiesa di San Pietro Apostolo in piazza Monumento a Varsi, in provincia di Parma.

## Storia
Il castello fu edificato originariamente in epoca imprecisata, probabilmente nel X secolo, per volere della diocesi di Piacenza, che all'epoca esercitava la sua potestà sul territorio.
Nel 1206 trovarono rifugio nel maniero alcuni congiurati contro il console piacentino Bartolomeo Tuna; dopo un assedio di 15 giorni, le truppe comunali recuperarono il forte alla città di Piacenza.
Nella seconda metà del XIII secolo i Malaspina conquistarono il castello, ma nel 1294 il guelfo Alberto da Fontana, per vendetta contro il figlio del castellano Isnardo Malaspina, lo espugnò e lo restituì all'autorità episcopale piacentina.
Nel 1303 il vescovo Ugo Pelosi, autorizzato dal papa Bonifacio VIII, cedette la rocca di Varsi al conte di Fombio Giovanni Scotti, in cambio del maniero di Sant'Imento. Il nuovo proprietario ricostruì il castello innalzandolo su una pianta quadrangolare, con torri angolari circolari e, all'interno, il mastio centrale, l'abitazione del castellano e la pieve di San Pietro Apostolo, ivi edificata dall'autorità episcopale.
Nel 1445 Obietto Fieschi conquistò il maniero di Varsi e lo assegnò in dote alla sorella Donella, che sposò il marchese di Fosdinovo Spinetta Malaspina; ne nacque una contesa tra le famiglie Malaspina e Scotti, che fu risolta solo nel 1469 da Galeazzo Sforza con l'assegnazione del feudo ai fratelli Tristano e Giovanni Scotti. Questi ultimi nel 1473 furono accusati di tradimento dal duca di Milano, che confiscò i loro beni; la rocca fu poi acquistata dal conte di Fombio Alessio Scotti.
Nel 1720 gli Scotti alienarono i diritti su Varsi ai conti Rugarli, che ne mantennero la potestà fino all'abolizione della feudalità sancita da Napoleone nel 1805 nell'ex ducato di Parma e Piacenza.
In seguito il castello passò alla famiglia Corsini, parenti dei Rugarli, alla quale seguirono gli Zanetti e infine i Moruzzi, attuali proprietari di un'ala del maniero. Per realizzare la nuova piazza Monumento, verso la fine del XIX secolo l'edificio fu quasi completamente demolito, conservandone solo tre torri angolari, il corpo posteriore abitativo, successivamente modificato, e l'ala centrale a esso perpendicolare, realizzata nel XVIII secolo; la chiesa di San Pietro Apostolo, ricostruita nel XVII secolo, nel 1932 fu ampliata in lunghezza, con la realizzazione della facciata neogotica, e l'adiacente torre angolare a nord fu adibita a campanile fino al 1926, prima della realizzazione della nuova torre campanaria neogotica.

## Descrizione

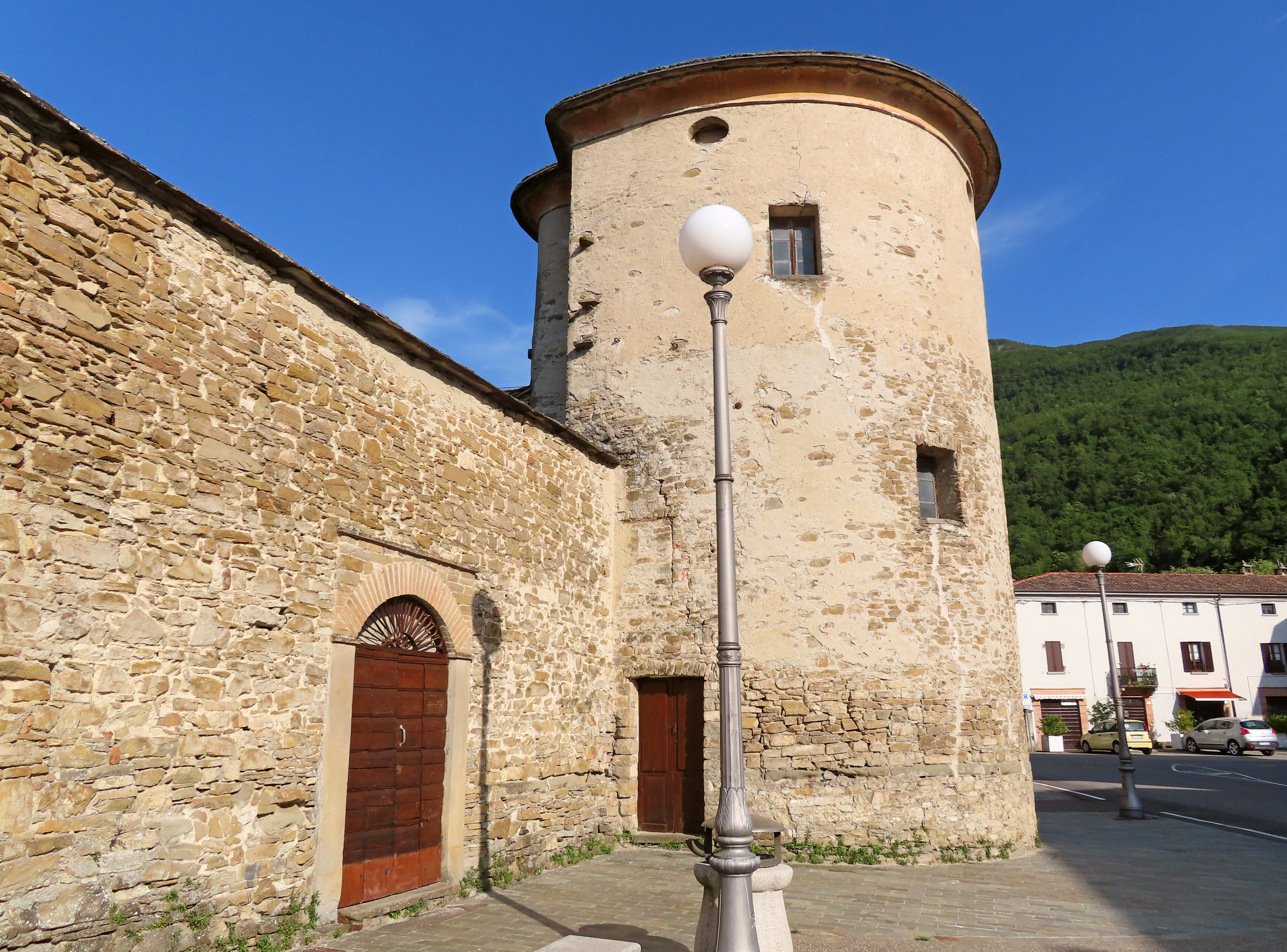
Torre sud e mura

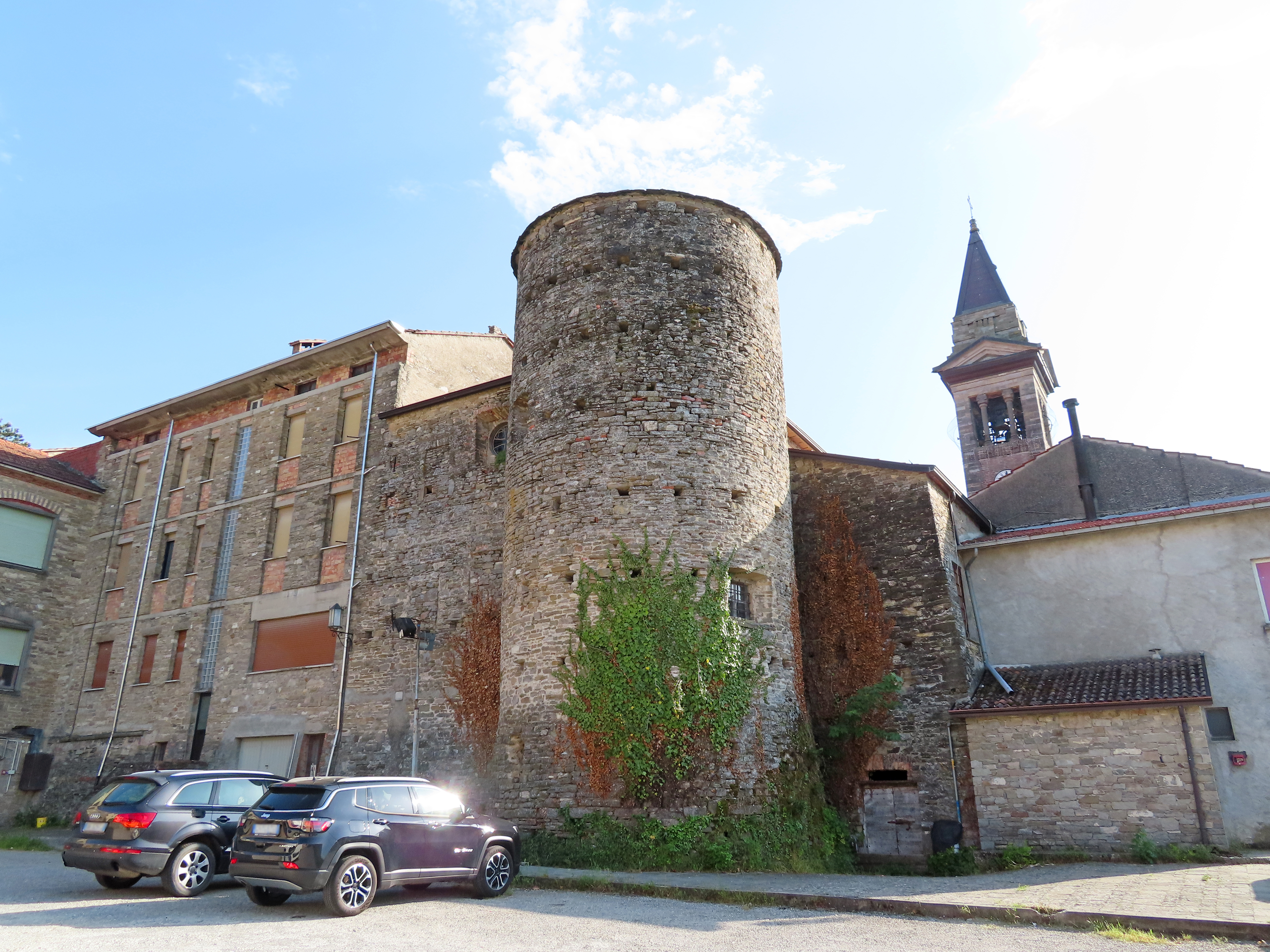
Torre nord

Nel XVI secolo il castello si sviluppava su una pianta rettangolare, chiusa da un muro merlato e circondata da fossato; al centro si innalzava il mastio, abbattuto nel XVIII secolo per far posto all'ala mediana; sul retro si allungava l'edificio abitativo, in seguito trasformato, mentre sul lato nord-occidentale era posta la pieve trecentesca, poi ricostruita nel XVI secolo in stile barocco.
Del maniero a corte rimangono oggi soltanto la torre ovest, completamente isolata, quella sud, unitamente al tratto di muro di cinta adiacente, e quella snella nord, addossata al retro della chiesa di San Pietro Apostolo.
Le torri, interamente realizzate in pietra, sono mutile e caratterizzate dalla presenza di poche e piccole aperture; si distingue quella meridionale, parzialmente intonacata e coronata da cornicione all'imposta del tetto, in quanto ristrutturata del XVIII secolo. Accanto a quest'ultima, il muro superstite del lato sud-ovest, anch'esso in materiale lapideo, si congiunge perpendicolarmente con l'ala mediana settecentesca attraverso un ulteriore tratto di muratura, al cui centro si apre un portale ad arco a tutto sesto delimitato da lesene, risalente al XVIII secolo.